# یواس‌اس ویهاوکن (وای‌تی‌بی-۷۷۶)
یواس‌اس ویهاوکن (وای‌تی‌بی-۷۷۶) (به انگلیسی: USS Weehawken (YTB-776)) یک کشتی بود که طول آن ۱۰۹ فوت (۳۳ متر) بود. این کشتی در سال ۱۹۶۵ ساخته شد.